# Liam Brady
Liam Brady (Dublín, Irlanda, 13 de febrero de 1956) es un exfutbolista y director técnico irlandés. Se desempeñaba en la posición de centrocampista.

## Selección nacional
Fue internacional con la selección de fútbol de Irlanda en 72 ocasiones y marcó 9 goles. Debutó el 30 de octubre de 1974, en un encuentro ante la selección de la Unión Soviética que finalizó con marcador de 3-0 a favor de los irlandeses.

## Clubes

### Como futbolista
| Club            | País       | Año         |
| --------------- | ---------- | ----------- |
| Arsenal F. C.   | Inglaterra | 1973 - 1980 |
| Juventus F. C.  | Italia     | 1980 - 1982 |
| U. C. Sampdoria | Italia     | 1982 - 1984 |
| Inter de Milán  | Italia     | 1984 - 1986 |
| Ascoli Calcio   | Italia     | 1986 - 1987 |
| West Ham United | Inglaterra | 1987 - 1989 |

### Como entrenador
| Club                   | País       | Año         |
| ---------------------- | ---------- | ----------- |
| Celtic F. C.           | Escocia    | 1991 - 1993 |
| Brighton & Hove Albion | Inglaterra | 1993 - 1995 |

## Palmarés

### Como futbolista

#### Campeonatos nacionales
| Título  | Club           | País       | Año     |
| ------- | -------------- | ---------- | ------- |
| FA Cup  | Arsenal F. C.  | Inglaterra | 1978-79 |
| Serie A | Juventus F. C. | Italia     | 1980-81 |
| Serie A | Juventus F. C. | Italia     | 1981-82 |

#### Distinciones individuales
| Distinción                     | Año     |
| ------------------------------ | ------- |
| Equipo del Año de la PFA       | 1977-78 |
| Premio PFA al jugador del año. | 1978-79 |
| Equipo del Año de la PFA       | 1978-79 |
| Equipo del Año de la PFA       | 1979-80 |